# Санта-Катерина-делло-Йоніо
Санта-Катерина-делло-Йоніо (італ. Santa Caterina dello Ionio, сиц. Santa Caterina de Catanzaru) — муніципалітет в Італії, у регіоні Калабрія,  провінція Катандзаро.
Санта-Катерина-делло-Йоніо розташована на відстані близько 510 км на південний схід від Рима, 45 км на південь від Катандзаро.
Населення — 2109 осіб (2014).
Щорічний фестиваль відбувається 25 листопада. Покровитель — Santa Caterina d'Alessandria.

## Демографія
Населення за роками:

Станом на 1 січня 2023 року в муніципалітеті офіційно проживало 185 іноземців з 34 країн, серед них 47 громадян країн Євросоюзу та 5 громадян України.

## Сусідні муніципалітети
- Бадолато
- Броньятуро
- Гуардавалле